# Tiago Nunes (basketballer)
Tiago Nunes e Santos Cruz (15 januari 2002) is een Belgisch basketballer. Zijn tweelingbroer Remco Nunes is ook een basketballer.

## Carrière
Nunes speelde in de jeugd van de Leuven Bears waar hij in het seizoen 2019/20 zijn debuut maakte voor de eerste ploeg. Vanaf het seizoen 2021/22 speelde hij een heel seizoen mee met de eerste ploeg. Ook in het seizoen 2022/23 maakte hij deel uit van de eerste ploeg.
Na het seizoen 2024/25 verliet hij en zijn broer Remco de Bears en gingen spelen voor tweedeklasser Basics Melsele.

## Privéleven
Zijn tweelingbroer Remco Nunes is ook een basketballer.